# فرودگاه صحرایی ولیامز
فرودگاه صحرایی ولیامز (به انگلیسی: Williams Field) یک فرودگاه همگانی با کد یاتا none است که یک باند فرود برف دارد و طول باند آن ۳۰۴۸ متر است. این فرودگاه در کشور جنوبگان قرار دارد و در ارتفاع ۲۱ متری از سطح دریا واقع شده است.